# Austrian Football League 2022
La Austrian Football League 2022 è la 38ª edizione del campionato di football americano di primo livello, organizzato dalla AFBÖ.

## Squadre partecipanti
| Club                  | Città      | Stadio | Sponsor ufficiale       | Risultato nella stagione 2021 |
| --------------------- | ---------- | ------ | ----------------------- | ----------------------------- |
| AFC Rangers Mödling   | Mödling    |        |                         |                               |
| Danube Dragons        | Vienna     |        | SsangYong Motor Company |                               |
| Graz Giants           | Graz       |        | Projekt Spielberg       |                               |
| Prague Black Panthers | Praga      |        |                         |                               |
| Salzburg Ducks        | Salisburgo |        |                         |                               |
| Telfs Patriots        | Telfs      |        |                         |                               |
| Tirol Raiders         | Innsbruck  |        | Swarco                  |                               |
| Traun Steelsharks     | Traun      |        | Atrium                  |                               |
| Vienna Vikings        | Vienna     |        | Dacia                   |                               |
| Znojmo Knights        | Znojmo     |        |                         |                               |

## Stagione regolare

### Calendario

#### 1ª giornata
| Vienna 27 marzo 2022, ore 14:00 | Danube Dragons | 31 – 21 (0-7 14-14 10-0 7-0) referto | Salzburg Ducks | Sportplatz Donaufeld |

#### 2ª giornata
| Znojmo 2 aprile 2022, ore 15:00 | Znojmo Knights | 14 – 43 (0-0 0-3 14-27 0-13) referto | Vienna Vikings | Městský stadion |

| Telfs 2 aprile 2022, ore 18:00 | Telfs Patriots | 44 – 42 (18-13 6-8 14-7 6-14) referto | Tirol Raiders | Sportzentrum Telfs (1000 spett.) |

| Traun 3 aprile 2022, ore 15:00 | Traun Steelsharks | 10 – 16 (3-0 0-7 0-6 10-3) referto | Danube Dragons | Sportzentrum Traun (1050 spett.) |

| Praga 3 aprile 2022, ore 15:00 | Prague Black Panthers | 48 – 14 (14-0 14-7 13-0 7-7) referto | AFC Rangers Mödling | Stadion SK Prosek |

#### 3ª giornata
| Vienna 9 aprile 2022, ore 14:00 | Danube Dragons | 35 – 28 (21-6 6-8 8-14 0-0) referto | Znojmo Knights | Sportplatz Donaufeld |

| Graz 9 aprile 2022, ore 15:00 | Graz Giants | 41 – 25 (14-0 7-0 14-19 6-6) referto | Traun Steelsharks | Stadion Eggenberg |

| Mödling 9 aprile 2022, ore 16:00 | AFC Rangers Mödling | 20 – 10 (7-0 7-10 6-0 0-0) referto | Telfs Patriots | Stadion Mödling |

| Innsbruck 9 aprile 2022, ore 16:00 | Tirol Raiders | 63 – 70 (21-21 21-21 7-14 14-14) referto | Vienna Vikings | Tivoli-Neu Stadion |

| Salisburgo 10 aprile 2022, ore 14:00 | Salzburg Ducks | 7 – 17 (7-0 0-7 0-3 0-7) referto | Prague Black Panthers | Max Aicher Stadion |

#### 4ª giornata
| Graz 16 aprile 2022, ore 15:00 | Graz Giants | 25 – 26 (6-9 7-7 0-0 12-10) referto | AFC Rangers Mödling | Stadion Eggenberg |

#### 5ª giornata
| Vienna 30 aprile 2022, ore 14:00 | Danube Dragons | 42 – 14 (0-14 13-0 15-0 14-0) referto | AFC Rangers Mödling | Sportplatz Donaufeld |

| Traun 30 aprile 2022, ore 16:00 | Traun Steelsharks | 28 – 24 (14-0 0-0 7-14 7-10) referto | Tirol Raiders | Sportzentrum Traun (998 spett.) |

| Vienna 30 aprile 2022, ore 18:00 | Vienna Vikings | 14 – 13 (7-0 0-13 0-0 7-0) referto | Salzburg Ducks | Footballzentrum Ravelin (1500 spett.) |

| Znojmo 1º maggio 2022, ore 14:00 | Znojmo Knights | 9 – 12 (0-12 0-0 9-0 0-0) referto | Telfs Patriots | Městský stadion |

| Praga 1º maggio 2022, ore 15:00 | Prague Black Panthers | 31 – 19 (0-0 10-0 14-13 7-6) referto | Graz Giants | Stadion SK Prosek |

#### 6ª giornata
| Graz 7 maggio 2022, ore 15:00 | Graz Giants | 26 – 28 (0-14 19-7 0-7 7-0) referto | Znojmo Knights | Stadion Eggenberg |

| Telfs 7 maggio 2022, ore 18:00 | Telfs Patriots | 49 – 42 (14-14 0-7 21-14 14-7) referto | Vienna Vikings | Sportzentrum Telfs |

| Innsbruck 7 maggio 2022, ore 18:00 | Tirol Raiders | 0 – 42 (0-14 0-7 0-14 0-7) referto | Danube Dragons | Tivoli-Neu Stadion |

| Salisburgo 8 maggio 2022, ore 14:00 | Salzburg Ducks | 26 – 28 (0-6 12-16 0-0 14-6) referto | AFC Rangers Mödling | Max Aicher Stadion |

| Praga 8 maggio 2022, ore 15:00 | Prague Black Panthers | 38 – 7 (14-0 10-7 14-0 0-0) referto | Traun Steelsharks | Stadion SK Prosek |

#### 7ª giornata
| Mödling 14 maggio 2022, ore 15:00 | AFC Rangers Mödling | 65 – 21 (27-7 14-14 14-0 10-7) referto | Tirol Raiders | Stadion Mödling |

| Traun 14 maggio 2022, ore 16:00 | Traun Steelsharks | 14 – 24 (0-0 7-14 7-7 0-3) referto | Telfs Patriots | Sportzentrum Traun |

| Vienna 14 maggio 2022, ore 18:00 | Vienna Vikings | 21 – 0 (7-0 7-0 0-0 7-0) referto | Prague Black Panthers | Footballzentrum Ravelin |

| Znojmo 15 maggio 2022, ore 16:00 | Znojmo Knights | 17 – 0 (0-0 7-0 3-0 7-0) referto | Salzburg Ducks | Městský stadion |

#### Recuperi 1
| Salisburgo 21 maggio 2022, ore 14:00 | Salzburg Ducks | 35 – 20 (7-7 8-0 14-0 6-13) referto | Graz Giants | Max Aicher Stadion |

#### 8ª giornata
| Mödling 28 maggio 2022, ore 16:00 | AFC Rangers Mödling | 12 – 14 (0-7 0-0 6-7 6-0) referto | Znojmo Knights | Stadion Mödling (700 spett.) |

| Telfs 28 maggio 2022, ore 18:00 | Telfs Patriots | 24 – 28 (7-0 10-21 7-7 0-0) referto | Danube Dragons | Sportzentrum Telfs |

| Innsbruck 28 maggio 2022, ore 18:00 | Tirol Raiders | 21 – 28 (7-7 0-14 7-0 7-7) referto | Prague Black Panthers | Tivoli-Neu Stadion |

| Graz 29 maggio 2022, ore 14:00 | Graz Giants | 27 – 24 (0-10 13-7 0-7 14-0) referto | Vienna Vikings | Stadion Eggenberg |

| Salisburgo 29 maggio 2022, ore 14:00 | Salzburg Ducks | 21 – 14 (0-14 7-0 7-0 7-0) referto | Traun Steelsharks | Max Aicher Stadion |

#### 9ª giornata
| Vienna 3 giugno 2022, ore 18:00 | Vienna Vikings | 34 – 29 (7-3 14-20 6-0 7-6) referto | AFC Rangers Mödling | Footballzentrum Ravelin |

| Traun 4 giugno 2022, ore 16:00 | Traun Steelsharks | 26 – 10 (7-3 0-7 10-0 9-0) referto | Znojmo Knights | Sportzentrum Traun (1190 spett.) |

| Telfs 4 giugno 2022, ore 18:00 | Telfs Patriots | 27 – 22 (6-6 7-3 0-7 14-6) referto | Graz Giants | Sportzentrum Telfs |

| Innsbruck 4 giugno 2022, ore 18:00 | Tirol Raiders | 21 – 36 (7-13 7-3 7-6 0-14) referto | Salzburg Ducks | Tivoli-Neu Stadion |

| Praga 5 giugno 2022, ore 15:00 | Prague Black Panthers | 0 – 24 (0-3 0-0 0-0 0-21) referto | Danube Dragons | Stadion SK Prosek |

#### 10ª giornata
| Vienna 18 giugno 2022, ore 15:00 | Danube Dragons | 52 – 14 (12-0 9-7 21-0 10-7) referto | Graz Giants | Sportplatz Donaufeld (300 spett.) |

| Vienna 18 giugno 2022, ore 18:00 | Vienna Vikings | 41 – 36 (13-3 7-14 7-13 14-6) referto | Traun Steelsharks | Footballzentrum Ravelin (1500 spett.) |

| Znojmo 18 giugno 2022, ore 19:00 | Znojmo Knights | 55 – 15 (13-0 14-15 7-0 21-0) referto | Tirol Raiders | Městský stadion |

| Praga 19 giugno 2022, ore 15:00 | Prague Black Panthers | 31 – 27 (7-6 17-0 0-13 7-8) referto | Telfs Patriots | Stadion SK Prosek |

#### 11ª giornata
| Mödling 25 giugno 2022, ore 16:00 | AFC Rangers Mödling | 54 – 14 (13-7 28-7 7-0 6-0) referto | Traun Steelsharks | Stadion Mödling (700 spett.) |

| Vienna 25 giugno 2022, ore 16:00 | Danube Dragons | 57 – 42 (12-14 24-6 14-8 7-14) referto | Vienna Vikings | Sportplatz Donaufeld (500 spett.) |

| Innsbruck 25 giugno 2022, ore 18:00 | Tirol Raiders | 24 – 28 (3-7 14-7 0-7 7-6) referto | Graz Giants | Tivoli-Neu Stadion |

| Salisburgo 26 giugno 2022, ore 14:00 | Salzburg Ducks | 32 – 28 (0-7 12-14 7-7 13-0) referto | Telfs Patriots | Max Aicher Stadion |

| Znojmo 26 giugno 2022, ore 16:00 | Znojmo Knights | 7 – 19 (0-7 0-9 7-3 0-0) referto | Prague Black Panthers | Městský stadion |

#### 12ª giornata
| Graz 2 luglio 2022, ore 15:00 | Graz Giants | 19 – 28 (7-14 0-7 6-7 6-0) referto | Danube Dragons | Stadion Eggenberg |

| Mödling 2 luglio 2022, ore 15:00 | AFC Rangers Mödling | 16 – 42 (0-6 10-19 0-14 6-3) referto | Prague Black Panthers | Stadion Mödling |

| Traun 2 luglio 2022, ore 16:00 | Traun Steelsharks | 42 – 28 (7-7 14-13 7-0 14-8) referto | Salzburg Ducks | Sportzentrum Traun (1234 spett.) |

| Vienna 2 luglio 2022, ore 18:00 | Vienna Vikings | 69 – 25 (20-7 21-10 14-0 14-8) referto | Tirol Raiders | Footballzentrum Ravelin (1000 spett.) |

| Telfs 3 luglio 2022, ore 14:00 | Telfs Patriots | 19 – 14 (7-7 6-7 0-0 6-0) referto | Znojmo Knights | Sportzentrum Telfs (1200 spett.) |

### Classifica
La classifica della regular season è la seguente:
- PCT = percentuale di vittorie, G = partite giocate, V = partite vinte,  P = partite perse, PF = punti fatti, PS = punti subiti

| Pos. | Squadra               | PCT   | G  | V  | N | P  | PF  | PS  |
| ---- | --------------------- | ----- | -- | -- | - | -- | --- | --- |
| 1    | Danube Dragons        | 1.000 | 10 | 10 | 0 | 0  | 355 | 172 |
| 2    | Prague Black Panthers | .800  | 10 | 8  | 0 | 2  | 254 | 163 |
| 3    | Vienna Vikings        | .700  | 10 | 7  | 0 | 3  | 400 | 313 |
| 4    | Telfs Patriots        | .600  | 10 | 6  | 0 | 4  | 264 | 254 |
| 5    | AFC Rangers Mödling   | .500  | 10 | 5  | 0 | 5  | 278 | 276 |
| 6    | Znojmo Knights        | .400  | 10 | 4  | 0 | 6  | 196 | 207 |
| 7    | Salzburg Ducks        | .400  | 10 | 4  | 0 | 6  | 219 | 232 |
| 8    | Graz Giants           | .300  | 10 | 3  | 0 | 7  | 241 | 300 |
| 9    | Traun Steelsharks     | .300  | 10 | 3  | 0 | 7  | 216 | 297 |
| 10   | Tirol Raiders         | .000  | 10 | 0  | 0 | 10 | 256 | 465 |

## Playoff

### Tabellone
|  | Semifinali | Semifinali            | Semifinali |                |    | XXXVII Austrian Bowl | XXXVII Austrian Bowl  | XXXVII Austrian Bowl |  |
|  |            |                       |            |                |    |                      |                       |                      |  |
|  | 1          | Danube Dragons        | 31         |                |    |                      |                       |                      |  |
|  | 1          | Danube Dragons        | 31         |                |    |                      |                       |                      |  |
|  | 4          | Telfs Patriots        | 13         |                |    |                      |                       |                      |  |
|  | 4          | Telfs Patriots        | 13         |                | 1  | Danube Dragons       | 51                    |                      |  |
|  |            |                       |            |                | 1  | Danube Dragons       | 51                    |                      |  |
|  |            |                       | 3          | Vienna Vikings | 29 |                      |                       |                      |  |
|  | 2          | Prague Black Panthers | 3          | Vienna Vikings | 29 | 44                   |                       |                      |  |
|  | 2          | Prague Black Panthers |            |                |    | 44                   |                       |                      |  |
|  | 3          | Vienna Vikings        | 50         |                |    | Finale 3º posto      | Finale 3º posto       | Finale 3º posto      |  |
|  | 3          | Vienna Vikings        | 50         |                |    |                      |                       |                      |  |
|  |            |                       |            |                |    |                      |                       |                      |  |
|  |            |                       |            |                |    | 4                    | Telfs Patriots        | 21                   |  |
|  |            |                       |            |                |    | 4                    | Telfs Patriots        | 21                   |  |
|  |            |                       |            |                |    | 2                    | Prague Black Panthers | 40                   |  |

### Semifinali
| Praga 16 luglio 2022, ore 15:00 | Prague Black Panthers | 44 – 50 (14-21 6-7 21-8 3-14) referto | Vienna Vikings | Stadion SK Prosek |

| Vienna 16 luglio 2022, ore 16:00 | Danube Dragons | 31 – 13 (14-0 3-7 7-0 7-13) referto | Telfs Patriots | Sportplatz Donaufeld (500 spett.) |

### Finale 3º - 4º posto
| Sankt Pölten 30 luglio 2022, ore 15:00 | Prague Black Panthers | 40 – 21 (13-7 13-7 7-7 7-0) referto | Telfs Patriots | NV Arena |

### XXXVII Austrian Bowl
| Sankt Pölten 30 luglio 2022, ore 19:00 | Danube Dragons | 51 – 29 (3-7 21-7 0-7 27-8) referto | Vienna Vikings | NV Arena (4120 spett.) |
| Heidinger 6':03" Q1 ( FG ) 25yd Nacita 11':34" Q2 ( TD ) 3yd run Heidinger Q2 ( pat ) Nacita 10':21" Q2 ( TD ) 5yd run Heidinger Q2 ( pat ) Nacita 0':53" Q2 ( TD ) 13yd pass from Jeffries Heidinger Q2 ( pat ) Nacita 11':53" Q4 ( TD ) 14yd pass from Jeffries Jeffries 7':15" Q4 ( TD ) 19yd run Heidinger Q4 ( pat ) Schachner 6':44" Q4 ( TD ) 15yd interception return Heidinger Q4 ( pat ) Nacita 2':38" Q4 ( TD ) 1yd run Heidinger Q4 ( pat ) Marcatori Martin 2':15" Q1 ( TD ) 50yd pass from N. Hrouda Voznyak Q1 ( pat ) Jordan 7':53" Q2 ( TD ) 33yd pass from N. Hrouda Voznyak Q1 ( pat ) Wappl 5':18" Q3 ( TD ) 7yd pass from N. Hrouda Voznyak Q3 ( pat ) Jordan 5':29" Q4 ( TD ) 51yd pass from N. Hrouda Martin Q4 ( tpc ) pass from N. Hrouda |                | |                |                        |
| |                | |                |                        |
| Heidinger 6':03" Q1 (FG) 25yd Nacita 11':34" Q2 (TD) 3yd run Heidinger Q2 (pat) Nacita 10':21" Q2 (TD) 5yd run Heidinger Q2 (pat) Nacita 0':53" Q2 (TD) 13yd pass from Jeffries Heidinger Q2 (pat) Nacita 11':53" Q4 (TD) 14yd pass from Jeffries 7':15" Q4 (TD) 19yd run Heidinger Q4 (pat) Schachner 6':44" Q4 (TD) 15yd interception return Heidinger Q4 (pat) Nacita 2':38" Q4 (TD) 1yd run Heidinger Q4 (pat) | Marcatori      | Martin 2':15" Q1 (TD) 50yd pass from N. Hrouda Voznyak Q1 (pat) Jordan 7':53" Q2 (TD) 33yd pass from N. Hrouda Voznyak Q1 (pat) Wappl 5':18" Q3 (TD) 7yd pass from N. Hrouda Voznyak Q3 (pat) Jordan 5':29" Q4 (TD) 51yd pass from N. Hrouda Martin Q4 (tpc) pass from N. Hrouda |                |                        |

## Verdetti
- Danube Dragons Campioni dell'Austria 2022
- Tirol Raiders retrocessi in AFL - Division I 2023

## Marcatori
| Giocatore    | Sq.                   | TD rush | TD recv | TD int | TD p.ret | TD k.ret | TD oth | Xp1   | Xp2 | FG  | Saf | Totale |
| ------------ | --------------------- | ------- | ------- | ------ | -------- | -------- | ------ | ----- | --- | --- | --- | ------ |
| Jordan       | Vienna Vikings        | 23+2    | 2+3     | 0+0    | 0+0      | 0+0      | 0+0    | 0+0   | 0+0 | 0+0 | 0+0 | 180    |
| 2 giocatori  | 90                    |         |         |        |          |          |        |       |     |     |     |        |
| 2 giocatori  | 72                    |         |         |        |          |          |        |       |     |     |     |        |
| Langecker    | Telfs Patriots        | 0+0     | 10+1    | 0+0    | 0+0      | 0+0      | 0+0    | 0+0   | 0+0 | 0+0 | 0+0 | 66     |
| Wappl        | Vienna Vikings        | 0+0     | 4+3     | 0+0    | 0+0      | 0+0      | 0+0    | 16+0  | 1+0 | 1+0 | 0+0 | 63     |
| Mandík       | Prague Black Panthers | 0+0     | 0+0     | 0+0    | 0+0      | 0+0      | 0+0    | 30+10 | 0+0 | 6+1 | 0+0 | 61     |
| 2 giocatori  | 60                    |         |         |        |          |          |        |       |     |     |     |        |
| Jones        | Znojmo Knights        | 0       | 9       | 0      | 0        | 0        | 0      | 0     | 1   | 0   | 0   | 56     |
| Landström    | Telfs Patriots        | 0+0     | 7+2     | 0+0    | 0+0      | 0+0      | 0+0    | 0+0   | 0+0 | 0+0 | 0+0 | 54     |
| Eder         | Vienna Vikings        | 0+0     | 7+1     | 0+0    | 0+0      | 0+0      | 0+0    | 0+0   | 0+1 | 0+0 | 0+0 | 50     |
| 3 giocatori  | 48                    |         |         |        |          |          |        |       |     |     |     |        |
| Deutschmann  | Danube Dragons        | 0+0     | 0+0     | 0+0    | 0+0      | 0+0      | 0+0    | 38+0  | 0+0 | 3+0 | 0+0 | 47     |
| Gold         | Danube Dragons        | 0+0     | 7+0     | 0+0    | 0+0      | 0+0      | 0+0    | 0+0   | 1+0 | 0+0 | 0+0 | 44     |
| 3 giocatori  | 42                    |         |         |        |          |          |        |       |     |     |     |        |
| 2 giocatori  | 41                    |         |         |        |          |          |        |       |     |     |     |        |
| Martin jr.   | Vienna Vikings        | 0+0     | 4+1     | 1+0    | 0+0      | 0+0      | 0+0    | 0+0   | 0+2 | 0+0 | 0+0 | 40     |
| Guschlbauer  | AFC Rangers Mödling   | 0       | 0       | 0      | 0        | 0        | 0      | 27    | 0   | 4   | 0   | 39     |
| C. Lewis     | Danube Dragons        | 0+0     | 6+0     | 0+0    | 0+0      | 0+0      | 0+0    | 0+0   | 1+0 | 0+0 | 0+0 | 38     |
| 5 giocatori  | 36                    |         |         |        |          |          |        |       |     |     |     |        |
| 2 giocatori  | 33                    |         |         |        |          |          |        |       |     |     |     |        |
| 8 giocatori  | 30                    |         |         |        |          |          |        |       |     |     |     |        |
| Trinkl       | Tirol Raiders         | 0       | 0       | 0      | 0        | 0        | 0      | 22    | 0   | 2   | 0   | 28     |
| Heidinger    | Danube Dragons        | 0+0     | 0+0     | 0+0    | 0+0      | 0+0      | 0+0    | 5+10  | 0+0 | 2+2 | 0+0 | 27     |
| Weed         | Tirol Raiders         | 3       | 1       | 0      | 0        | 0        | 0      | 0     | 1   | 0   | 0   | 26     |
| 6 giocatori  | 24                    |         |         |        |          |          |        |       |     |     |     |        |
| Helebrant    | Znojmo Knights        | 0       | 0       | 0      | 0        | 0        | 0      | 13    | 0   | 3   | 0   | 22     |
| 2 giocatori  | 20                    |         |         |        |          |          |        |       |     |     |     |        |
| 12 giocatori | 18                    |         |         |        |          |          |        |       |     |     |     |        |
| 4 giocatori  | 14                    |         |         |        |          |          |        |       |     |     |     |        |
| Kager        | Graz Giants           | 0       | 0       | 0      | 0        | 0        | 0      | 13    | 0   | 0   | 0   | 13     |
| 13 giocatori | 12                    |         |         |        |          |          |        |       |     |     |     |        |
| Bare         | AFC Rangers Mödling   | 0       | 1       | 0      | 0        | 0        | 0      | 0     | 0   | 1   | 0   | 9      |
| 4 giocatori  | 8                     |         |         |        |          |          |        |       |     |     |     |        |
| 28 giocatori | 6                     |         |         |        |          |          |        |       |     |     |     |        |
| Narr         | Tirol Raiders         | 0       | 0       | 0      | 0        | 0        | 0      | 1     | 0   | 1   | 0   | 4      |
| Ladner       | Telfs Patriots        | 0+0     | 0+0     | 0+0    | 0+0      | 0+0      | 0+0    | 3+0   | 0+0 | 0+0 | 0+0 | 3      |
| 7 giocatori  | 2                     |         |         |        |          |          |        |       |     |     |     |        |
| 2 giocatori  | 1                     |         |         |        |          |          |        |       |     |     |     |        |

- Miglior marcatore della stagione regolare: Jordan ( Vienna Vikings), 150
- Miglior marcatore dei playoff: Nacita ( Danube Dragons), 48
- Miglior marcatore della stagione: Jordan ( Vienna Vikings), 180

## Passer rating
La classifica tiene in considerazione soltanto i quarterback con almeno 10 lanci effettuati.
| Giocatore | Sq.                   | G    | Att    | Comp   | Int | Yds      | TD   | NFL    | NCAA   |
| --------- | --------------------- | ---- | ------ | ------ | --- | -------- | ---- | ------ | ------ |
| Jeffries  | Danube Dragons        | 10+2 | 216+38 | 142+17 | 4+0 | 2522+330 | 31+2 | 134,06 | 196,64 |
| Sample    | Prague Black Panthers | 3+0  | 79+0   | 53+0   | 2+0 | 742+0    | 10+0 | 126,16 | 182,69 |
| Ellis     | Telfs Patriots        | 10+2 | 287+66 | 165+43 | 4+0 | 2578+521 | 31+5 | 117,04 | 164,06 |
| N. Hrouda | Vienna Vikings        | 10+2 | 224+70 | 141+44 | 8+4 | 1880+655 | 23+9 | 109,72 | 163,11 |
| Smith     | Prague Black Panthers | 6+2  | 150+81 | 88+49  | 0+1 | 1137+726 | 12+7 | 110,72 | 153,33 |
| Uribe     | Traun Steelsharks     | 10   | 343    | 209    | 10  | 2834     | 24   | 98,46  | 147,60 |
| Williams  | Graz Giants           | 10   | 339    | 198    | 7   | 2470     | 29   | 101,03 | 143,71 |
| Weed      | Tirol Raiders         | 10   | 301    | 183    | 9   | 2092     | 25   | 96,93  | 140,61 |
| Thury     | Danube Dragons        | 3+0  | 19+0   | 11+0   | 1+0 | 154+0    | 1+0  | 79,71  | 132,82 |
| Bräuer    | AFC Rangers Mödling   | 10   | 207    | 100    | 14  | 1485     | 18   | 73,04  | 123,74 |
| Howard    | Znojmo Knights        | 10   | 232    | 105    | 6   | 1499     | 12   | 73,19  | 111,43 |
| Denton    | Salzburg Ducks        | 10   | 282    | 131    | 7   | 1581     | 16   | 72,72  | 107,31 |
| Maiacher  | Tirol Raiders         | 3    | 47     | 22     | 2   | 267      | 1    | 54,12  | 93,04  |
| Roba      | Prague Black Panthers | 2+0  | 30+0   | 12+0   | 2+0 | 166+0    | 0+0  | 30,69  | 73,15  |

- Miglior QB della stagione regolare: Jeffries ( Danube Dragons), 207,48
- Miglior QB dei playoff: N. Hrouda ( Vienna Vikings), 172,46
- Miglior QB della stagione: Jeffries ( Danube Dragons), 196,64